# 長崎県道43号西彼太田和港線
長崎県道43号西彼太田和港線（ながさきけんどう43ごう せいひおおたわこうせん）は、長崎県西海市を通る県道（主要地方道）である。

## 概要
長崎県西海市西海町川内郷で国道202号から分岐し、西海市西海町太田和郷で再び国道202号に合流する。
西海市西海町の入り組んだ海岸線を蛇行する国道202号の近道でもあり、西海市北部を東西に走る重要な道でもある。車線は2車線であるが、急勾配な上り、下り坂が点在する。

### 路線データ
- 起点：西海市西海町川内郷（川内交差点、国道202号交点）
- 終点：西海市西海町太田和郷（古子交差点、国道202号交点）
- 総延長：7.3 km

## 歴史
- 1993年（平成5年）5月11日 - 建設省から、県道西彼太田和港線が西彼太田和港線として主要地方道に指定される[1]。

## 路線状況

### 重複区間
- 西彼杵広域農道（西海市西海町木場郷）

### 道路施設

#### 道の駅
- さいかい（西海市）

## 地理

### 通過する自治体
- 西海市

### 交差する道路
| 交差する道路                                     | 交差する場所   | 交差する場所      |
| ------------------------------------------------ | -------------- | ----------------- |
| 国道202号                                        | 西海町川内郷   | 川内交差点 / 起点 |
| 西彼杵広域農道 / 西海オレンジロード 重複区間起点 | 西海町木場郷   |                   |
| 西彼杵広域農道 / 西海オレンジロード 重複区間終点 | 西海町木場郷   |                   |
| 国道202号                                        | 西海町太田和郷 | 古子交差点 / 終点 |

### 沿線
- 西海市立西海小学校
- 西海警察署 太田和警察官駐在所